# 聯合公園
聯合公園（英語：Linkin Park）是來自美國加利福尼亞州阿古拉山的搖滾樂團，於1996年成立。樂團成員包括主唱/節奏吉他手/鍵盤手麥克·篠田、主音吉他手布萊德·達爾森、貝斯手戴夫·法雷爾、DJ兼音效操作員喬瑟夫·韓、鼓手科林·布里坦及聯合主唱艾米莉·阿姆斯壯。從1999年到2017年去世為止，查斯特·班寧頓一直擔任樂隊的主唱。聯合公園的音樂主要被歸類為另類搖滾和新金屬風格，早期的作品融合重金屬和嘻哈元素，而後期的作品則更多地過渡電子和流行音樂的元素。
2000年，聯合公園以他們的首張錄音室專輯《混合理論》在主流音樂市場上獲得成功，該專輯被美國唱片業協會認證為鑽石，該張專輯中的單曲在MTV上獲得了大量播放，使得《One Step Closer》、《Crawling》和《In the End》都在美國主流搖滾榜上名列前茅，其中《In the End》也登上了全美告示牌百大單曲榜的第2位。他們的第二張專輯《《天空之城—美特拉》（2003年）延續了樂團的成功。第三張專輯《末日警鐘 毀滅·新生》（2007年）則探索了更具實驗性的聲音。到了2000年代後期，聯合公園已經成為最成功、最受歡迎的搖滾樂團之一。
樂團在他們的第四張專輯《烈日千陽》（2010年）中進一步探索了更多類型的音樂，將更多的電子聲音融入其中。第五張專輯《生命 進化 原點》（2012年）結合了他們先前所有專輯的音樂元素。第六張專輯《獵捕行動》（2014年）重回較為沉重的搖滾風格，而第七張專輯《光芒再現》（2017年）則明顯更加流行取向。2017年7月，主唱貝南頓自殺後，聯合公園宣布無限期休團。2024年9月，聯合公園的成員重新在洛杉磯集結並發行專輯《從零開始》，同時加入了埃米莉·阿姆斯壯和取代創始鼓手羅伯·巴登的科林·布里坦。
聯合公園被認為是21世紀最暢銷的樂團之一，同時也是全球最暢銷的音樂藝人之一，全球唱片銷售超過1億張。曾獲兩項葛萊美獎、六項全美音樂獎、兩項告示牌音樂獎、四項MTV音樂錄影帶大獎、十項MTV歐洲音樂大獎和三項世界音樂獎。2003年，MTV2將林肯公園評為音樂錄影帶時代第六大樂團以及千禧年的第三大樂團。《告示牌》在「十年最佳藝人」榜單中將林肯公園列為第19位。 2012年，樂團在VH1的「Bracket Madness」投票中被評為2000年代最偉大的藝人。 2014年，Kerrang!宣布聯合公園為「當今世界上最大的搖滾樂團」。

## 樂團歷史

### 早期（1996－2000年）
1993年，查斯特·班寧頓與肖恩·多戴爾（Sean Dowdell）在亞利桑那州鳳凰城組建了Grey Daze樂團。
1996年，身為學校同窗的主唱麥克·篠田與吉他手布莱德·达尔森在麥克的臥室兼迷你錄音室錄下第一首歌，兩人隨後在高中結識鼓手羅伯·博登。麥克高中畢業後，到藝術中心設計學院（Art Center College of Design）就讀平面設計和插畫，在學校中認識了DJ喬瑟夫·漢恩。而在加州大學洛杉磯分校中，布萊德認識了貝斯手戴維·法雷爾及主唱馬克·維克菲爾，他們初步組成為Xero樂隊，錄下第一張試驗專輯。但是在之後，主唱馬克·維克菲爾離隊，而戴維·法雷爾也離隊去參加一些樂團擔任如Tasty Snax的LIVE貝斯手，他在Xero的位置則被凱爾·克里斯坦取代。
在同時，Xero被各個唱片公司拒絕簽約，麥克決定刊登廣告公開招聘主唱，在傑夫·布魯（Jeff Blue）的協助下，查斯特·班寧頓在1999年加入。因為他野性的咆哮而成為樂隊中的主唱，同時戴維·法雷爾也回歸Xero，而凱爾·克里斯坦則離隊。之後，樂團改名為「混合理論」，並再出一張同名EP。但是他們發覺樂團名稱有與他團雷同的情況，因此再次改名為聯合公園（Linkin Park），既是幽默的說法，也對聖塔莫尼卡的林肯公園（Lincoln Park）表示敬意。

但是他們改名後，一直找不到唱片公司簽約。他們再找傑夫·布魯（前身為Zomba Music的副總裁，現時為華納兄弟唱片公司的副總裁）幫忙，最終在他的協助下於1999年與時代華納下屬的華納兄弟唱片公司簽約.

### 《混合理論》時期（2000－2002年）

林肯公園在《混合理論》時期開始使用的樂隊標誌，直到《末日警鐘 毀滅·新生》

與華納兄弟唱片公司簽約後，在2000年時，樂團發行了第一張唱片《混合理論》。錄製專輯時，貝斯手戴維·法雷爾再次離開樂團，他的位置被史卡特·科奇歐取代。史卡特·科奇歐協助製作在《混合理論》內的歌曲〈One Step Closer〉，也在該首歌曲的音樂錄影帶中出現。之後，貝斯手戴維·法雷爾再次回歸樂團，而史卡特·科奇歐則離開樂團。 《混合理論》內的歌曲〈Crawling〉內的MV則成為戴維法雷爾回歸樂團後的首支音樂錄影帶。
樂團在2001年與瑪麗蓮·曼森、滑結樂團、瘋狂小鎮、蟑螂老爹和搗亂等樂團一起參加了奧玆·奧斯本（Ozzie Osburne）組織的“Ozzfest”巡迴演唱。其後聯合公園在2002年組織起了自己的定期巡迴演唱會－「計畫：革合」（Projekt: Revolution）。在「計畫：革合」中除了他們樂團外，還有很多的歌手和樂團一起出席。
2002年，他們發行了《混合理論》的混音版本專輯《顛覆混合理論》，其中在專輯內的單曲《Krwlng》在2010年溫哥華冬季奧運的花樣滑冰項目中被使用（在英國代表希妮德與約翰·凱爾姐弟檔溜冰時）。

### 《天空之城—美特拉》時期（2002－2004年）
在2003年，他們發行了全新的大碟《天空之城—美特拉》。同年晚些時候，他們同著名新金屬樂隊Limp Bizkit和激流金屬（鞭撻金屬）樂隊Metallica參加了名為Summer Sanitarium Tour 2003的大巡演。聯合公園還節選了在德州的達拉斯、休士頓演出他們之前三張大碟中的單曲時的精彩部分，用以發行一張新的CD/VCD套裝，《我們的出口 德州現場專輯全紀錄》。
2004年，聯合公園開始了他們的《天空之城—美特拉》世界巡演。除了他們自己，P.O.D、Hoobastank和年度故事等樂隊也參與了這一巡演。

### 外部專輯時期（2004－2006年）
2005年麥克·篠田以單飛不解散的名義從聯合公園脫穎而出，推出個人的外部專輯《黑暗堡壘》，找來了知名饒舌團體Style Of Beyond組合發行個人單飛以來的首張專輯《火線同盟》。
2006年聯合公園在知名影音網站YouTube上開設了「linkinparktv」的頻道（The Official Linkin Park YouTube Channel，縮寫 LPTV），播放樂團最近的錄像以及MV。

### 《末日警鐘 毀滅•新生》時期（2006－2008年）
在2007年，發行了全新的大碟《末日警鐘 毀滅·新生》。
2007年聯合公園在亞洲、大洋洲舉行巡迴演唱，分別在悉尼、曼谷、新加坡、台北、上海、香港、東京、首爾等地舉行演唱會。11月16在臺北的演唱會中吸引將近4萬名樂迷，是此次巡迴演唱亞洲地區中入場人數最多的一場。

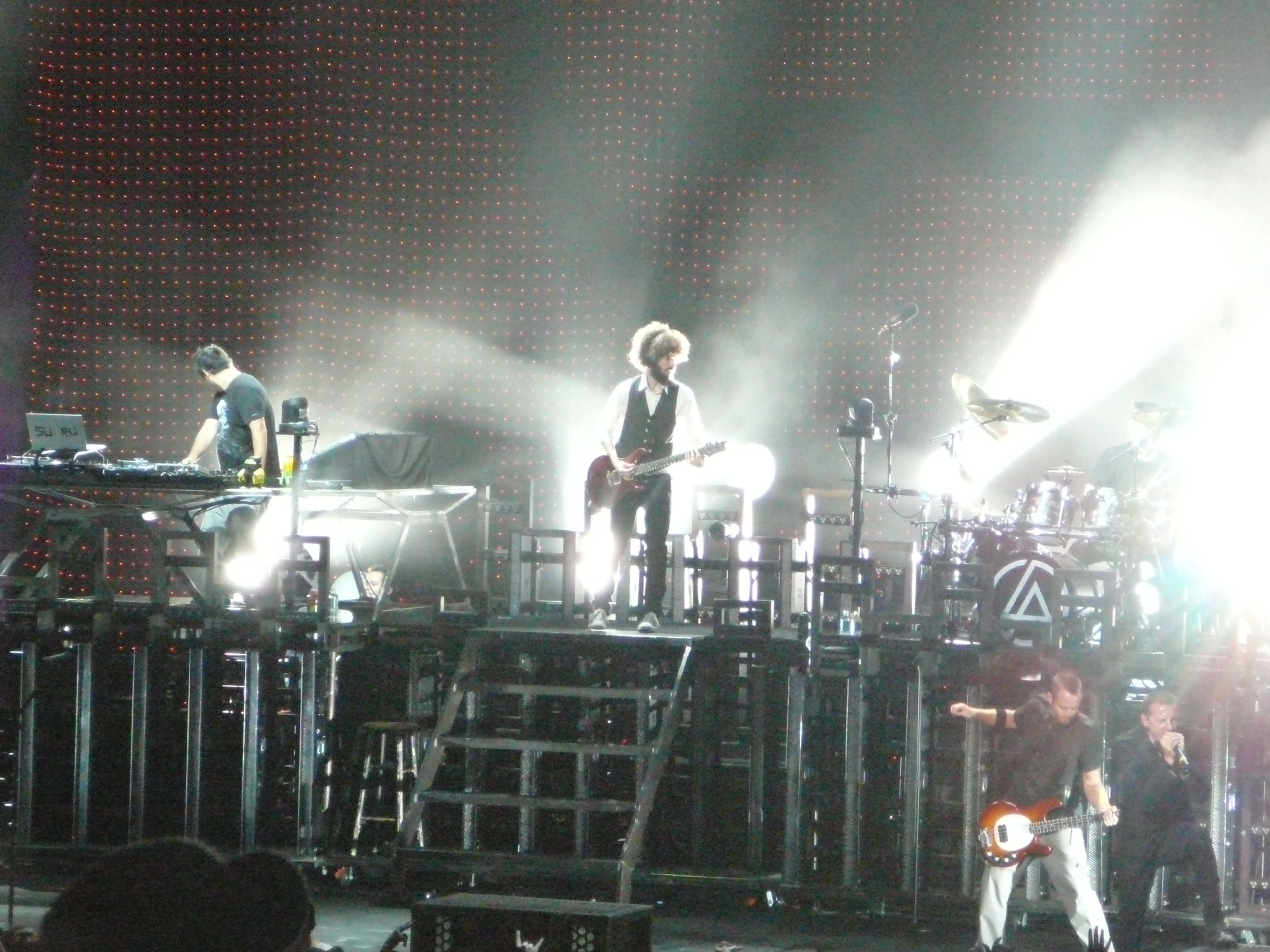
聯合公園2007年在美國麻薩諸塞州諾爾頓市的Projekt Revolution巡迴演出

2008年樂隊發行了繼《我們的出口 德州現場專輯全紀錄》之后的又一張現場專輯《革命之路：終結·進化 密爾頓現場專輯全紀錄》，內容是在密爾頓的現場演唱。這場現場專輯的一大特色是邀請了美國著名饒舌歌手Jay-Z同臺演出。
而主唱查斯特也表示第四張專輯將會是張概念專輯，在十月份的MTV訪問中，他表示錄製工作將在十二月展開，預計六週，預期新專輯會在2009年的年中推出。但2009年3月，麥克在其個人網誌透露新專輯將會延2010年推出。

### 《烈日千陽》時期（2008－2011年）

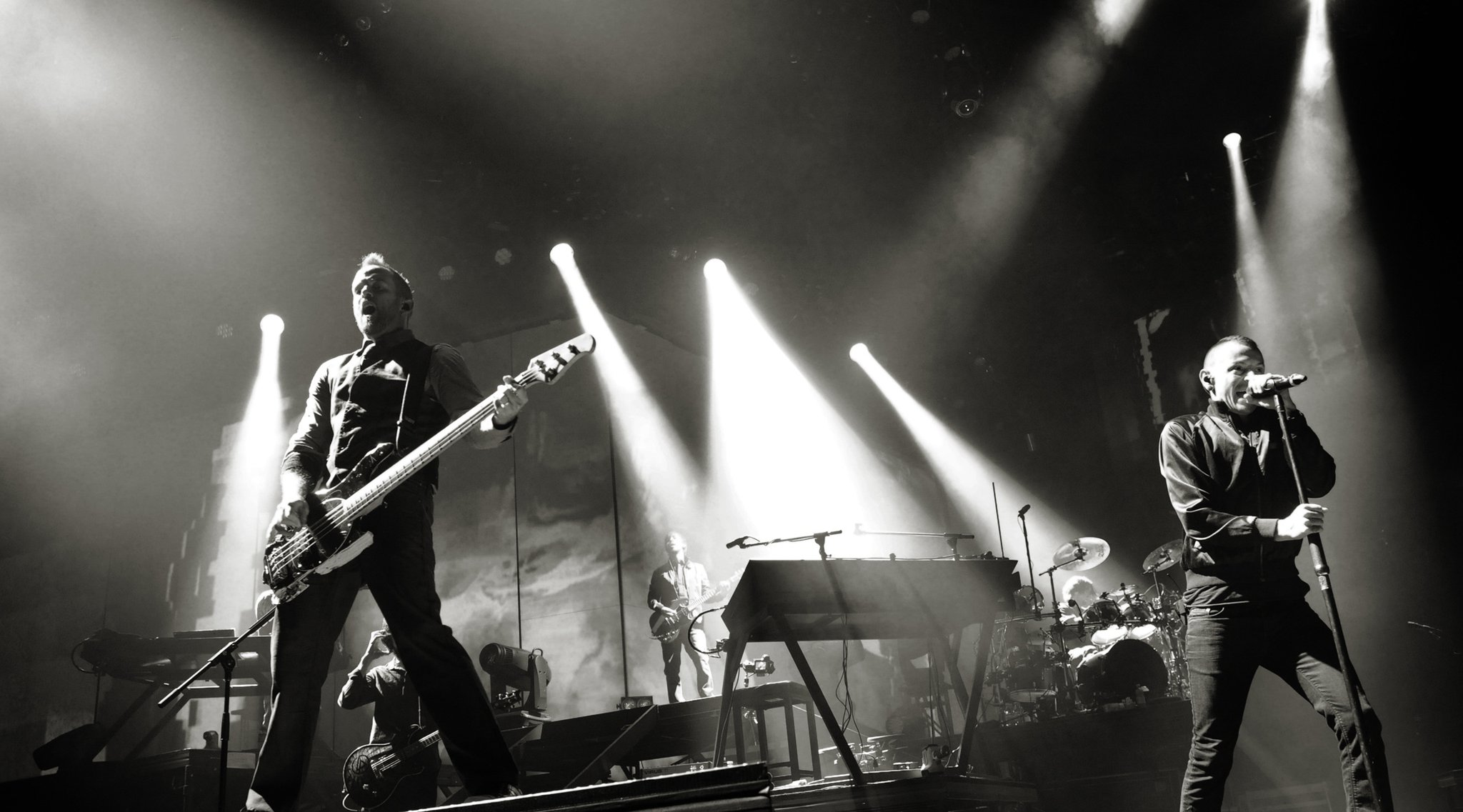
聯合公園2010年於德國柏林的烈日千陽巡迴演出

2008年原定10月17在臺灣的臺北中山足球場演唱會因主唱查斯特背部受傷取消。為補償台灣歌迷，於2009年8月13日到台北板橋體育場舉辦演唱會「2009 Summer Rock Summit夏日搖滾高峰會」，且除了聯合公園，還將率領好把戲合唱團、全美反對陣線兩大新生代樂團一同表演。演唱會收益7千萬，其中因為他們得知莫拉克風災造成慘重傷害，在開唱前就宣布捐款2萬美金（約65萬台幣）給世界展望會，協助賑災。
2009年8月15日，在上海舉行演唱會。
聯合公園暑假即將來台開唱，也為2009年超級賣座強片《變形金剛》演唱新片主題曲《New Divide》，電影鬼才導演麥可·貝非常欣賞聯合公園的音樂才能，2009年《變形金剛》第二集《變形金剛：復仇之戰》的主題曲再次交由聯合公園來製作，電影預計6月24日上映，收錄此曲的電影原聲帶也將同步發行。聯合公園的新歌也將是2009年夏天來台演唱會最熱門的指定新曲。
繼2005年MC主唱篠田以單飛不解散的名義跳脫聯合公園組成黑暗堡壘，推出個人的嘻哈團體專輯《火線同盟》，主唱查斯特·班寧頓暫時放下聯合公園主唱的身份，所自組的樂團「黑暗曙光」終於誕生，並於2009年10月13日推出了自組樂團的首張專輯《破土重生》，由查斯特擔任主唱及創作首腦，另外找來樂團Julien-K裡的五位團員Ryan Shuck、Amir Derakh、Brandon Belsky、Elias Andra、Anthony Valcic分別擔任第一吉他手、第二吉他手、貝斯手、鼓手及鍵盤手兼合成樂器取樣。
2010年1月30日，主唱查斯特所率領的自組樂團黑暗曙光來台灣台北華山創意園區開唱。
2010年6月6日，樂團表示他們的新專輯已經接近完工階段，並公佈演唱會將從10月20日的德國柏林站開跑。
2010年8月2日正式宣佈9月14日樂團將發行第四張錄音室專輯《烈日千陽》，新專輯的首波單曲《The Catalyst》也在8月4日全曲首播。目前部分音源將公開，提供樂迷們下載並歡迎大家重新混音編曲，樂團廣邀世界各地音樂好手參予這混音活動，得勝者可以遠赴美國與樂團錄音，台灣區的華納唱片特別邀請四組示範代表：馬念先、百樂、猴子飛行員Tony以及蘇通達一起共襄盛舉這次音樂交流的活動。另一方面，新單曲《The Catalyst》也與榮譽勳章2010（Medal of Honor 2010）合作，作為紀錄版本的宣傳片的主打曲。

### 《生命 進化 原點》時期（2011－2013年）
2011年4月20日，聯合公園在新专辑《烈日千陽》中的《Iridescent》最终被确定成为《變形金剛3：黑月降臨》（Transformers: Dark of the Moon）的主题曲，聯合公園特意重新编曲《Iridescent》的混音版：《Iridescent Remix》。这是聯合公園继《變形金剛》和《变形金刚：复仇之战》之后，第三次为这个电影系列演唱主题曲。并参加了于2011年6月23日在莫斯科举行的《变形金刚3》的全球首映式。在首映式之前，聯合公園在红场举行一个免费的演唱会为电影宣传造势。2011年9月6日和18-19日，聯合公園分别在香港和臺灣的臺北举行烈日千阳全球巡演的香港站及臺灣站演唱会。
2011年11月，聯合公園与延斯·斯托尔滕贝格、雷克斯·蒂勒森、苏珊娜·马尔科拉、阿斯玛·贾哈格日等人共同被联合国授予“全球领袖奖”。
2011年底，主唱麥克·篠田表示聯合公園第五张专辑将于2012年完工。
2012年3月29日，主唱麥克·篠田宣布樂團第五张专辑的首只单曲《Burn It Down》将于4月16日公布。
並且為電影《全面突襲》操刀製作電影配樂。
2012年4月16日，樂團在官网上放出了《Burn It Down》的试听，并公布了第五张专辑《生命 進化 原點》的发售时间为2012年6月26日。
2012年5月24日，新专辑的首支主打曲《Burn It Down（燃烧殆尽）》的音乐录影带放出并由英國廣播公司第一台公布了新专辑中第二支主打曲《Lies·Misery·Greed》。同日，樂團与一级方程式锦标赛的路特斯车队合作开发的iOS应用《 GP》提供免费下载，以共同庆祝樂團第五张录音室专辑发布以及车队进入F1以来第500场比赛。而專輯中的其中一曲《Powerless》被電影《吸血鬼獵人：林肯總統》选为主題曲。
2012年6月26日，第五张录音室专辑《生命 進化 原點》发售，並且在7月專輯獲得BILLBOARD告示牌 TOP 200 的冠軍。
2013年5月18日，查斯特·班宁顿加入美国摇滚乐队Stone Temple Pilots并担任乐队主唱，他将代替之前被开除的主唱斯科特·威兰德。
2013年10月11日，林肯公园与著名DJ史蒂夫·青木合作电音单曲《A Light That Never Comes》发售。
2013年10月25日，推出《生命 進化 原點》的混音專輯《電能補給》。

### 《獵捕行動》时期（2014年-2016年）
2014年6月17日，樂團正式推出第六張錄音室專輯《獵捕行動》。
2014年10月17日，乐队DJ乔瑟夫·汉恩执导的电影《商场枪击案》上映，林肯公园为电影制作了主题曲《白色噪音》。
2015年4月14日，林肯公园与史蒂夫·青木再次合作，为其新录音室专辑《Neon Future II》演唱新单曲《Darker Than Blood》。
2015年6月21日，乐队主唱麥克·篠田宣布黑暗堡垒时隔9年再次回归，并推出了新单曲《Welcome》。在之后乐队的中国和欧洲巡演中，该曲都作为表演曲目之一登场。
2015年7月17日起，林肯公园时隔6年再次在中国大陆开唱巡演。
2015年11月8日，查斯特宣布将离开Stone Temple Pilots，把更多精力放回到林肯公园上。

### 《光芒再現》时期（2017年-2023年）

Linkin Park自《One More Light》起使用的乐队标志

2017年2月16日，林肯公园公开了新單曲《Heavy》，该歌曲由乐队与美国女歌手Kiiara合作，並公布第七張录音室专辑《光芒再現》於同年5月19日發售。而此專輯為主唱查斯特的遺作。
美国时间2017年7月20日，主唱查斯特被发现在洛杉矶的家中自殺身亡。
美国时间2017年10月27日，乐队成员在洛杉矶举办了一场名为“Linkin Park and Friends Celebrate Life in Honor of Chester Bennington”的纪念演唱会以纪念在7月去世的乐队主唱查斯特。
2022年4月，麥克·篠田在接受采访时表示乐队没有计划制作新的音乐也没有新的巡回演出计划。
2023年3月9日，麥克·篠田宣布以樂團名義入駐Bilibili。

### 《從零開始》时期（2024年-至今）
2024年9月5日，聯合公園以全新陣容在洛杉磯舉辦首場復出表演，並且宣告全新主唱為Dead Sara樂團女主唱艾米莉·阿姆斯壯以及新任鼓手科林·布里頓來接替原鼓手羅伯·博登，也發布11月15日推出睽違七年的新專輯《從零開始》。
據麥克·篠田透露，羅伯·巴登自查斯特·班寧頓去世後選擇與樂團保持距離，並表達了他希望專注於個人生活的意願。他在《Hybrid Theory》20週年紀念版及《Papercuts》的製作過程中均未參與，最終決定離開樂團。

## 樂團成員
| 現任成员 - 麥克·篠田（Mike Shinoda） – 主唱、旋律吉他、键盘、合成器 (1996 – 現在) - 艾米莉·阿姆斯壯（Emily Armstrong）– 主唱 (2024 – 現在) - 布莱德·德尔森（Brad Delson）– 主音吉他、和音 (1996 – 現在)；贝斯 (2000) - 戴维·法雷尔（Dave Farrell） – 贝斯、和音 (1996 – 1998；2000 – 現在) - 乔·汉恩（Joe Hahn） – 打碟机、采样、编程、和音 (1996 – 現在) - 科林·布里頓（Colin Brittain）– 鼓、打击乐器 (2024 – 現在) | 前任成员 - 查斯特·班宁顿（Chester Bennington）– 主唱 (1999 – 2017；2017年去世) - 马克·维克菲尔（Mark Wakefield）– 主唱 (1996 – 1998) - 凯尔·克里斯坦纳（Kyle Christner）– 贝斯 (1998 – 2000) - 罗伯·巴登（Rob Bourdon）– 鼓、打击乐器 (1996 – 2017) |

## 音樂作品
聯合公園目前共發行了7張專輯、3張現場專輯、2張混音專輯、3張原聲帶專輯及多張EP，在全球售出超過7000萬張專輯和3000萬支單曲。

### 錄音室專輯
| 名稱                              | 資訊                                                                                            |
| --------------------------------- | ----------------------------------------------------------------------------------------------- |
| 《混合理論》 （英語：Hybrid Theory）           | - 發行日期：2000-10-24 - 唱片公司：Warner Bros. - 格式：CD, 卡式帶, LP, 數位下載                |
| 《天空之城—美特拉》 （英語：Meteora）    | - 發行日期：2003-03-25 - 唱片公司：Warner Bros., Machine Shop - 格式： CD, 卡式帶, LP, 數位下載 |
| 《末日警鐘 毀滅·新生》 （英語：Minutes to Midnight） | - 發行日期：2007-05-15 - 唱片公司：Warner Bros., Machine Shop - 格式：CD, LP, 數位下載          |
| 《烈日千陽》 （英語：A Thousand Suns）           | - 發行日期：2010-09-14 - 唱片公司：Warner Bros., Machine Shop - 格式：CD, LP, 數位下載          |
| 《生命 進化 原點》 （英語：Living Things）     | - 發行日期：2012-06-26 - 唱片公司：Warner Bros., Machine Shop - 格式：CD, LP, 數位下載          |
| 《獵捕行動》 （英語：The Hunting Party）           | - 發行日期：2014-06-17 - 唱片公司：Warner Bros., Machine Shop - 格式：CD, LP, 數位下載          |
| 《光芒再現》 （英語：One More Light）           | - 發行日期：2017-05-19 - 唱片公司：Warner Bros., Machine Shop - 格式：CD, LP, 數位下載          |

### 現場專輯
| 名稱                                                    | 資訊                                                                                                |
| ------------------------------------------------------- | --------------------------------------------------------------------------------------------------- |
| 《我們的出口 德州現場專輯全紀錄》 （英語：Live in Texas）            | - 發行日期：2003-11-18 - 唱片公司：Warner Bros., Machine Shop - 格式：CD, CD+DVD, 數位下載          |
| 《革命之路：終結·進化 密爾頓現場專輯全紀錄》 （英語：Road to Revolution: Live at Milton Keynes） | - 發行日期：2008-11-21 - 唱片公司：Warner Bros., Machine Shop - 格式：CD, CD+DVD, Blu-ray, 數位下載 |
| 《One More Light Live》 （英語：One More Light Live）                      | - 發行日期：2017-12-15 - 唱片公司：Warner Bros., Machine Shop - 格式：CD, LP, 數位下載              |

### 混音專輯
| 名稱                        | 資訊                                                                                    |
| --------------------------- | --------------------------------------------------------------------------------------- |
| 《顛覆混合理論》 （英語：Reanimation） | - 發行日期：2002-07-30 - 唱片公司：Warner Bros. - 格式：CD, 卡式帶, DVD-A, LP, 數位下載 |
| 《電能補給》 （英語：Recharged）     | - 發行日期：2013-10-29 - 唱片公司：Warner Bros. - 格式：CD, LP, 數位下載                |

### 原聲帶專輯
- 《Transformers: Revenge of the Fallen – The Score（英语：Transformers: Revenge of the Fallen – The Score）》（與Steve Jablonsky）（2009年）
- 《8-Bit Rebellion!（英语：8-Bit Rebellion! (soundtrack)）》（2010年）
- 《Mall: Music from the Motion Picture（英语：Mall: Music from the Motion Picture）》（與Alec Puro）（2014年）

### 迷你專輯
| 名稱                                | 資訊 |
| ----------------------------------- | --- |
| 《衝擊理論》 （英語：Collision Course） （與Jay-Z） | - 發行日期：2004-11-30 - 唱片公司：Warner Bros., Machine Shop, Roc-A-Fella, Def Jam - 格式：CD, 卡式帶, LP, 數位下載 |

LP Underground迷你專輯
- 《Hybrid Theory EP》（LP Underground 1.0）（1999年）
- 《LP Underground 2.0》（2002年）
- 《LP Underground 3.0》（2003年）
- 《LP Underground 4.0》（2004年）
- 《LP Underground 5.0》（2005年）
- 《LP Underground 6》（2006年）
- 《LP Underground 7》（2007年）
- 《Songs from the Underground》（2008年）
- 《MMM...Cookies - Sweet Hamster Like Jewels From America!》（LP Underground 8.0）（2008年）
- 《LP Underground 9: Demos》（2009年）
- 《LP Underground X: Demos》（2010年）
- 《LP Underground 11》（2011年）
- 《LP Underground 12》（2012年）
- 《LP Underground XIII》（2013年）
- 《LP Underground XIV》（2014年）
- 《LP Underground 15》（2015年）
- 《LP Underground Sixteen》（2016年）

20周年紀念專輯
- 《Hybrid Theory (20th Anniversary Edition)》（2020年）
- 《Meteora 20th Anniversary Edition》（2023年）

合輯
- 《Papercuts (Singles Collection 2000–2023)》（2024年）

## 資料來源與注釋
1. ↑  . Rolling Stone Australia. 2024-09-05  [2024-09-06]. （原始内容存档于2024-09-09） （澳大利亚英语）.
2. ↑  Grow, Kory. . Rolling Stone. 2017-07-20  [2024-09-06]. （原始内容存档于2020-11-21） （美国英语）.
3. ↑  . web.archive.org. 2009-05-04  [2024-09-06]. 原始内容存档于2009-05-04.
4. ↑  . Kerrang!. 2019-05-17  [2024-09-06]. （原始内容存档于2024-09-25） （英语）.
5. ↑  Chen, Avril. . vogue. 2024-07-16  [2025-04-25] （中文）.
6. ↑  Yahoo奇摩新聞~聯合公園熱力開唱　捐65萬賑災：他們與台灣同在，[永久],2009年8月14號引用
7. ↑  Yahoo奇摩新聞~天團聯合公園　確定8月來台搖滾你的細胞，[永久],2009年3月24日引用
8. ↑  Yahoo奇摩新聞~聯合公園為《變形金剛》演唱主題曲　暑假也將來台開唱，[永久],2009年5月19號引用
9. ↑  Yahoo奇摩新聞~聯合公園新專輯9月14日問世，新單曲力邀世界各地音樂好手參予混音，[永久],2010年8月2號引用
10. ↑  Global Leadership Awards History （页面存档备份，存于）.UNAUSA.[2017-08-16].
11. ↑  Youtube New Linkin Park Single, "Burn It Down," Coming April 16， （页面存档备份，存于）,2012年3月30號引用
12. ↑  NOWnews新聞~聯合公園主唱配樂處女秀 《全面突襲》殘殺對決， （页面存档备份，存于）,2012年4月13號引用
13. ↑  LINKIN PARK - BURN IT DOWN 的存檔，存档日期2012-04-07.
14. ↑  . April 15, 2012  [April 15, 2012]. （原始内容存档于2012年4月16日）.
15. ↑  Our iPad APP <LINKIN PARK GP> is available free on the iTunes Store 的存檔，存档日期2012-09-26.
16. ↑  Chester Bennington Leaves Stone Temple Pilots to Focus on Linkin Park （页面存档备份，存于）.滚石.2015-11-09.[2017-03-05].
17. ↑  Chester Bennington: Linkin Park vocalist 'took his own life' （页面存档备份，存于）.BBC.2017-07-20.[2017-07-21].
18. ↑  Mike Shinoda — Linkin Park Have ‘No Plans’ for New Music or Live Shows （页面存档备份，存于）.LoudWire.2022-04-23.[2022-12-20].
19. ↑  Singh, Surej. . NME. September 6, 2024  [September 6, 2024].

## 外部連結
- （英文）官方网站
- （繁體中文）聯合公園華納官方介紹頁面
- （英文）聯合公園的Facebook專頁
- （英文）YouTube上的
- （英文）聯合公園的X（前Twitter）
- （英文）聯合公園 的Instagram （页面存档备份，存于）
- （英文）聯合公園 的Viddy
- 聯合公園的新浪微博
- （英文）WAREHOUSE （页面存档备份，存于）
- （英文）Linkin Park Underground （页面存档备份，存于）